# Tipula longibasis
Tipula longibasis är en tvåvingeart som beskrevs av Alexander 1946. Tipula longibasis ingår i släktet Tipula och familjen storharkrankar. Inga underarter finns listade i Catalogue of Life.